# Jean de Castille
Pour les articles homonymes, voir Jean Ier de Castille et Jean II de Castille.
L'enfant Jean de Castille (de son nom de naissance Juan de Castilla y Castro, en français moderne Jean de Castille-Castro), né en 1355 et mort en 1405, est le seul fils légitime de Pierre le Cruel, dernier roi de Castille de la maison d'Ivrée.

## Famille
Jean est le fils de Pierre Ier de Castille et Jeanne de Castro. Ses grands-parents paternels sont le roi Alphonse XI le Justicier et la reine Marie de Portugal. Quant à sa mère, elle est issue d'une prestigieuse lignée de Castille. Ses grands-parents maternels sont Pierre de Castro et Isabelle Ponce de León.
Il est le demi-frère, entre autres, de Sanche de Castille et Constance de Castille.

## Biographie
Jean de Castille est né en 1355. Bien que ses parents soient mariés depuis 1354, le roi n'a jamais obtenu du pape l'annulation de son premier mariage avec Blanche de Bourbon. Il en a simplement fait déclarer la nullité avec l'aide des évêques de Salamanque et d'Avila. Du temps du règne de Pierre Ier, le mariage est considéré comme valide.
Cependant, après la chute de Pierre le Cruel et la montée sur le trône de la maison bâtarde de Trastamare en la personne d'Henri II, le second mariage de Pierre Ier n'est plus reconnu comme valide, rendant de fait Jean de Castille illégitime et donc plus facile à écarter de la succession. Comme beaucoup d'autres enfants de Pierre Ier, Jean de Castille est jeté en prison. Il passe le reste de sa vie enfermé au château de Soria, où il meurt finalement en 1405. Le traité de Bayonne de 1388 mentionnait pourtant qu'il devait être libéré.
Malgré sa captivité, il se marie avec Elvire de Eril, avec qui il eut deux enfants d'elle, un garçon et une fille. Tous deux atteignent l'âge adulte.

## Sépulture
Après sa mort, le corps de Jean de Castille est enterré à la cathédrale Saint-Pierre de Soria. En 1442, sa fille Constance de Castille transfère ses restes au couvent royal Saint-Dominique de Madrid, où elle est prieure. Elle y déplace également les restes de son grand-père, le roi Pierre le Cruel.
Lorsque le couvent Saint-Dominique est démoli en 1869, les restes de Jean de Castille sont accueillis par le musée archéologique national de Madrid, et jusqu'à ce qu'en 1877, ils soient amenés à la chapelle royale de la cathédrale de Séville, où ils sont encore aujourd'hui, aux côtés de ceux de son père, Pierre le Cruel.

## Descendance
De son mariage avec Elvire de Eril, il a eu : 
- Pierre de Castille (1394-1461), évêque d'Osma et Palencia, il est enterré dans la Chartreuse Notre-Dame d'Aniago ;
- Constance de Castille (1405-1478), prieure du couvent royal Saint-Dominique de Madrid, où elle est enterrée à sa mort.

## Sources
- Óscar Villarroel González, Celtiberia, Centro de Estudios Sorianos, 2001 (ISSN 0528-3647), p. 133-162.
- Patricia Forteza, María Estela González de Fauve, Isabel J. las Heras, En la España Medieval, Universidad Complutense de Madrid, 2001 (ISSN 0214-3038), p. 239-257.
- (es) Luis Vicente Díaz Martín, Pedro I el Cruel, Gijón, Ediciones Trea S.L., 2007, 298 p. (ISBN 978-84-9704-274-1).